# Заковряшино
Заковря́шино (рос. Заковряшино) — село у складі Крутіхинського району Алтайського краю, Росія. Адміністративний центр Заковряшинської сільської ради.

## Населення
Населення — 751 особа (2010; 830 у 2002).
Національний склад (станом на 2002 рік):
- росіяни — 88 %